# 草玉梅
草玉梅（学名：Anemone rivularis）为毛茛科银莲花属的植物。其种加词“rivularis”意为“溪畔的”。分布在斯里兰卡、不丹、锡金、印度、尼泊尔以及中国大陆的湖北、西藏、四川、青海、云南、甘肃、贵州、广西等地，生长于海拔850米至4,900米的地区，一般生于山地草坡、小溪边和湖边，目前尚未由人工引种栽培。
现接受名为溪畔秋牡丹（Eriocapitella rivularis (Buch.-Ham. ex DC.) Christenh. & Byng, 2018）。

## 别名
虎掌草、白花舌头草、汉虎掌、见风草、见风黄（云南） 五倍叶（广西）

## 异名
- Anemone rivularis Buch.-Ham. ex DC. var. barbulata Turcz. ex Fedtchenko
- Anemone rivularis Buch.-Ham. ex DC. var. flore-minore Maxim.

## 延伸阅读
[在维基数据编辑]
 《植物名實圖考·草玉梅》，出自吳其濬《植物名實圖考》